# Carlos Malagarriga
Carlos Malagarriga y Munnet (Barcelona, 1858-Madrid, 1936) fue un abogado, periodista y político español, emigrado a Argentina y retornado a España tras la proclamación de la Segunda República.

## Biografía
Nació en Barcelona el 1 de julio de 1858. Abogado y periodista, fue redactor en Madrid de El Día (1879-1881), El Progreso (1882), El Pueblo (1887) y El País (1888). Compatibilizó la actividad periodística con la traducción de obras del francés, entre ellas Le réve de Émile Zola que tradujo durante una estancia en prisión por delitos de prensa. En 1889 se trasladó a Argentina, donde escribió en El Correo Español, El Nacional y otros periódicos, a la vez que trabajaba como corresponsal de publicaciones madrileñas.
Como abogado, colaboró en 1891 con el establecimiento de una sucursal del Banco de Sabadell en Buenos Aires, de corta vida, y publicó numerosas obras jurídicas. Figuró entre los miembros del Colegio Novecentista argentino. Considerado un «importante dirigente» del Partido Socialista de Argentina, limitó su participación a la colaboración con la Biblioteca Obrera, creada en 1894, y con el Centro Socialista Obrero, trasladado en 1897 a la sede del recién fundado Partido Socialista. En 1902, al sancionarse la Ley de residencia que permitía la expulsión de los extranjeros que alterasen el orden público suspendió toda colaboración con él. Su intervención en la política argentina fue siempre limitada, al rechazar la naturalización, y al contrario participó en gran número de iniciativas de los emigrados, algunas promovidas por él, de carácter cultural o mutualista, como el Ateneo Hispano Americano que creó en 1912 y a cuya inauguración asistieron Vicente Blasco Ibáñez y Rubén Darío. Existe correspondencia suya con Miguel de Unamuno.
Al proclamarse la república regresó a España y retomó el contacto con Alejandro Lerroux, a quien había conocido en Buenos Aires en 1908. En las elecciones de noviembre de 1933 se presentó por Madrid en las listas del Partido Republicano Radical y, aunque no obtuvo acta, el gobierno presidido por Lerroux le nombró ministro plenipotenciario en la Legación de España en Montevideo. Surgieron desavenencias y un año después le fue admitida una dimisión que, según escribió en Un año de diplomacia republicana, texto escrito en su descargo, no había presentado. Falleció en Madrid en noviembre de 1936.